# Pratt & Whitney
Pratt & Whitney là một công ty Hoa Kỳ chuyên sản xuất động cơ máy bay dân sự và quân sự. Đây là một trong ba nhà sản xuất động cơ máy bay hàng đầu của thế giới bên cạnh hai công ty  là General Electric của Hoa Kỳ và Rolls-Royce của Anh Quốc.Ngoài động cơ máy bay,Pratt & Whitney cũng sản xuất tua bin khí cho công nghiệp phát điện,tua bin thủy lực và động cơ tên lửa.Tính tới năm 2014,công ty này có 31.500 nhân viên cung cấp dịch vụ cho hơn 11.000 khách hàng ở 180 nước nằm khắp mọi nơi trên thế giới.Trong năm 2013, doanh thu tổng cộng của Pratt & Whitney là $14,5 tỷ.